# Oborniki-Południe (gromada)
Oborniki-Południe – dawna gromada, czyli najmniejsza jednostka podziału terytorialnego Polskiej Rzeczypospolitej Ludowej w latach 1954–1972.
Gromady, z gromadzkimi radami narodowymi (GRN) jako organami władzy najniższego stopnia na wsi, funkcjonowały od reformy reorganizującej administrację wiejską przeprowadzonej jesienią 1954 do momentu ich zniesienia z dniem 1 stycznia 1973, tym samym wypierając organizację gminną w latach 1954–1972.
Gromadę Oborniki-Południe z siedzibą GRN w mieście Obornikach (nie wchodzącym w skład gromady) utworzono 1 stycznia 1960 w powiecie obornickim w woj. poznańskim z obszarów zniesionych gromad: Ocieszyn i Uścikowo w tymże powiecie.
W 1965 gromada miała 27 członków GRN.
1 stycznia 1970 do gromady Oborniki-Południe włączono 6,76 ha z miasta Oborniki w tymże powiecie.
Gromada przetrwała do końca 1972 roku, czyli do kolejnej reformy gminnej. 1 stycznia 1973 w powiecie obornickim utworzono gminę Oborniki.